# 土居太鼓祭り

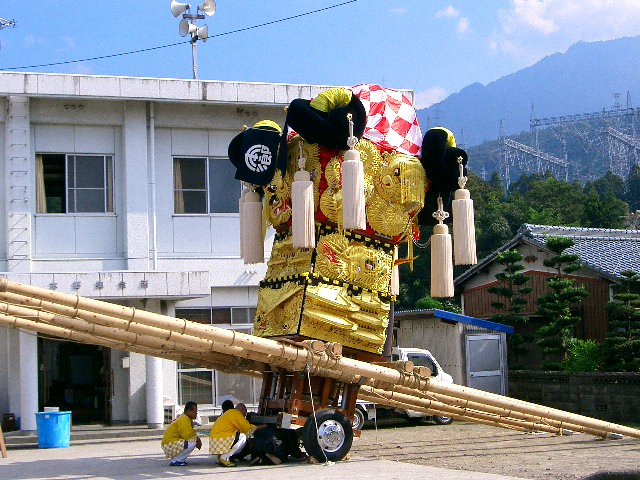
太鼓台 (本郷太鼓台)

## 概要
土居太鼓祭りは愛媛県四国中央市（旧宇摩郡 土居町で上野太鼓祭りと土居町太鼓祭りからなる、毎年 10月13日 - 15日 の3日間に行われる祭りである。
祭礼には新居浜型太鼓台と船太鼓（船だんじり）が祭りの主役として運行されている。

## 主な運行予定と見所
- 13日各太鼓台 自由行動、お花集めのため自地区周り。
- 14日土居町運営委員会主催による、コンテスト形式の ふるさと広場での15台の太鼓台と船太鼓の舁き比べ。
- 15日上野運営委員会主催による、関川小学校での4台の太鼓台の舁き比べ。

## 各地域の祭り

### 上野太鼓祭り
| 地区 | 氏神     | 太鼓台 |
| 関川 | 千足神社 | 本郷   |
|      | 千足神社 | 泉     |
|      | 千足神社 | 内之川 |
|      | 千足神社 | 関     |

### 土居町太鼓祭り
| 地区 | 氏神         | 太鼓台   |
| 関川 | 北野天満神社 | 北野     |
| 土居 | 土居神社     | 入野     |
|      | 土居神社     | 畑野     |
|      | 伊太祁神社   | 飯武     |
|      | 八雲神社     | 土居本郷 |
| 北   | 八雲神社     | 上天満   |
|      | 天満神社     | 東天満   |
|      | 天満神社     | 下天満   |
|      | 蕪崎神社     | 蕪崎     |
| 中村 | 井守神社     | 中村     |
| 東部 | 三島神社     | 小林     |
|      | 一宮神社     | 藤原     |
|      | 一宮神社     | 八日市   |
|      | 村山神社     | 津根     |
|      | 八幡大神社   | 上市御船 |